# Asosiasi Industri Rekaman Indonesia
Asosiasi Industri Rekaman Indonesia (ASIRI) är en fond som representerar den indonesiska skivindustrins intressen. Den bildades 1978, och består av 84 medlems-skivbolag, vilka distribuerar cirka 95% av musiken som säljs i Indonesien.

## Certifieringsnivå
ASIRI ansvarar för utfärdandet av guld- och platinaskivor i Indonesien. Kriterierna är:
Indonesiska album
- Guld: 35.000
- Platina: 75.000

Internationella album
- Guld: 10.000
- Platina: 15.000